# Xã McClure, Quận Holt, Nebraska
Xã McClure (tiếng Anh: McClure Township) là một xã thuộc quận Holt, tiểu bang Nebraska, Hoa Kỳ. Năm 2010, dân số của xã này là 63 người.